# Le Perroquet rouge
Pour plus de détails, voir Fiche technique et Distribution.
Le Perroquet rouge est un film dramatique allemand réalisé par Dominik Graf, sorti en 2006.
Le film raconte l'histoire d'un jeune homme au temps de la République démocratique allemande. Le scénario de Michael Klier s'inspire d'un légendaire bar à danser de Dresde, la première cave où l'on jouait du jazz en RDA.

## Synopsis
Le jeune Siggi, 21 ans, est doué pour le dessin et souhaite étudier la décoration scénique à l'École des Arts de Leipzig, la Theaterhochschule Leipzig. Au début de l'année 1961, 4 mois avant la construction du mur de Berlin, il se rend à Dresde pour acquérir de l'expérience au sein du Théâtre national. Il habite avec sa tante Hedy, elle-même cantatrice au Théâtre national de Dresde.
Fuyant une manifestation qui tourne mal, Siggi fait la rencontre de la poétesse Luise et de son mari Wolle, qui l'introduisent au sein du fameux club Le Perroquet rouge. Pour accéder à ce cercle et se prémunir financièrement, Siggi se rend à Berlin-Ouest et y vend un singe en porcelaine de Saxe qui appartient à sa tante. Il fréquente ensuite avec assiduité ce haut lieu de la jeunesse dresdoise dans le quartier du Weißer Hirsch (Cerf blanc). Souffle de liberté où l'on danse le rock 'n' roll et goûte aux nouveautés venues de l'Ouest, Le Perroquet rouge ne tarde pas à attirer l'attention de la Stasi.
Alors que Wolle est arrêté puis détenu en prison, Siggi décide d'imprimer les poèmes de Luise. Lorsqu'elle reçoit le recueil de poésie, Luise est certes émue, mais elle redoute les conséquences de cet acte de liberté. Peu après, Luise, Siggi et Wolle se retrouvent tous les trois sous les barreaux. Siggi est blanchi, mais Wolle, se sentant trahi, tente de s'enfuir du tribunal. Il est gravement blessé par une balle.
Siggi parvient à convaincre Luise qu'il ne les a pas trahi et qu'il veut partir à l'ouest avec elle. La construction du mur de Berlin débute. Siggi se met aussitôt en route. Luise veut le rejoindre plus tard, une fois Wolle libre et remis sur pied. Elle ne viendra jamais.

## Fiche technique
- Titre : Le Perroquet Rouge
- Réalisation : Dominik Graf
- Scénario : Karin Åström, Michael Klier, Günter Schütter
- Tournage : Benedict Neuenfels
- Montage : Christel Suckow
- Musique: Dieter Schleip
- Production : Manuela Stehr

## Distribution
- Max Riemelt: Siggi
- Jessica Schwarz: Luise
- Ronald Zehrfeld: Wolle
- Tanja Schleiff: Rena
- Ingeborg Westphal: tante Hedy
- Peter Schneider: bassiste
- Kathrin Angerer: Mme Männchen
- Devid Striesow: Hurwitz
- Heiko Senst: Arne
- Klaus Manchen: le grand Lewerenz
- Volker "Zack" Michalowski: le petit Lewerenz
- Nadja Petri: KGB
- Constanze Behrends: secrétaire
- Jean Denis Römer: douanier
- Lutz Teschner: fonctionnaire

## Distinctions
- Max Riemelt reçoit en 2006 le prix de la révélation du Bayerischen Filmpreis" .
- Le film obtient en 2006 lors du sixième Festival International de Cinéma de Marrakech le Golden Star Grand Prix.
- Dominik Graf se voit décerner en 2007 au Madrid Móstoles International Film Festival le prix du meilleur metteur en scène[1].